# Leonardo (Schiff)
Die Leonardo ist ein Forschungsschiff der NATO. Das Schiff fährt unter der Flagge Italiens. Es wird von Centre for Maritime Research and Experimentation (CMRE) in La Spezia bereedert.

## Geschichte
Das Schiff wurde 2002 auf der britischen Werft McTay Marine gebaut. Der Rumpf wurde von der polnischen Werft Remontowa zugeliefert. Die Kiellegung erfolgte am 1. Juli, der Stapellauf am 9. Mai 2001. Das Schiff wurde am 29. Juli 2002 abgeliefert.

## Technische Daten und Ausstattung
Der Antrieb des Schiffes erfolgt dieselelektrisch. Für die Stromerzeugung stehen drei Dieselgeneratoren des US-amerikanischen Herstellers Cummins Engine zur Verfügung, davon zwei Generatoren des Typs NTA 14 M mit jeweils 236 kW Leistung sowie ein Generator des Typs KTA 38 mit 700 kW Leistung.
Für die Propulsion stehen zwei Schottel-Ruderpropeller zur Verfügung. Darüber hinaus ist das Schiff mit einem als Wasserstrahlantrieb ausgelegten Bugstrahlruder ausgestattet. Ruderpropeller und Bugstrahlruder erlauben dynamische Positionierung. Das Schiff gilt damit als das kleinste mit einem System zur dynamischen Positionierung ausgerüsteten Forschungsschiff weltweit.
An Bord des Schiffes stehen zwei Krane zur Verfügung, von denen sich einer vor und einer hinter dem Deckshaus befindet. Am Heck des Schiffes befindet sich ein Heckgalgen. Das Schiff ist mit drei Winden für wissenschaftliche Zwecke ausgerüstet. Hinter den Decksaufbauten befindet sich ein 65 m² großes, offenes Arbeitsdeck, auf dem auch ein Stellplatz für einen 20-Fuß-Container vorhanden ist.
Im Rumpf des Schiffes befindet sich ein Moonpool für den Einsatz von AUV und ROV. Das Schiff kann so auch als Basis für Tauchereinsätze genutzt werden. An Bord befinden sich mehrere Nass- und Trockenlabore. Die Labore sind insgesamt 35 m² groß.
Die Reichweite des Schiffes wird mit 1.200 bis 1.500 Seemeilen angegeben. Das Schiff kann bis zu sieben Tage auf See bleiben.
An Bord ist Platz für bis zu zehn Personen, davon fünf Besatzungsmitglieder und fünf Wissenschaftler. Bei Tagesreisen können neben der Besatzung bis zu zehn Personen eingeschifft werden. Die Besatzung besteht aus italienischen Marineangehörigen.